# Xã Cedar, Quận Marshall, Minnesota
Xã Cedar (tiếng Anh: Cedar Township) là một xã thuộc quận Marshall, tiểu bang Minnesota, Hoa Kỳ. Năm 2010, dân số của xã này là 86 người.